# Оборотов Юрій Миколайович
Ю́рій Микола́йович Оборо́тов (1946—2020) — доктор юридичних наук (2003), професор, член-кореспондент Національної академії правових наук України (2010), спеціаліст у галузі теорії держави і права, філософії права.

## Життєпис
Народився 14 вересня 1946 р. у с. Лави (Єлецький район Липецької області, Росія). Навчався у Єлецькому технікумі залізничного транспорту, працював на залізниці; після завершення служби в Радянській Армії (1965—1968) поступив до щойно відтвореного юридичного факультету Одеського державного університету.
У 1973 р. з відзнакою закінчив юридичний факультет Одеського державного університету ім. І. І. Мечникова за спеціальністю «правознавство». Кандидатську дисертацію «Основные вопросы теории правовой активности личности социалистического общества» захистив у Києві 1979 р.

## Наукові напрямки
Ю. М. Оборотов є вихованцем Одеської юридичної школи. Його сфера наукових інтересів охоплює загальну теорію права і держави, філософію права; основний науковий напрямок: традиції і новації в правовому розвитку. Опублікував близько 100 наукових праць, у тому числі монографії «Традиции и новации в правовом развитии» (2001), «Традиції та оновлення в правовій сфері: питання теорії (від пізнання до розуміння права)» (2002), а також публікації «Філософія права і методологія юриспруденції» (Проблеми філософії права, 2003), «Церковное право у вітчизняній правовій традиції» (Наукові праці Національного університету "Одеська юридична академія"), «Постмодерн: інше розуміння і визначення права» (Юридичний вісник, 2003).
Постійний інтерес Ю. М. Оборотова до новацій обумовив звернення науковця до проблем політології — на той час нового наукового напрямку і дисципліни, яка завдяки Ю. М. Оборотову була введена до навчального процесу Одеської вищої партійної школи. Саме він і започаткував перший курс із політології й очолив першу кафедру політології та права.
Не можна залишити поза увагою і ту обставину, що обіймаючи посаду доцента кафедри соціальних теорій і компаративістики юридичного факультету ОДУ ім. І. І. Мечникова, Ю. М. Оборотов розробив новий курс з філософії права, що також є прецедентом в історії юридичної науки Одеської школи права.
2003 р. Ю. М. Оборотов захистив докторську дисертацію «Традиции и новации в правовом развитии: общетеоретические аспекты».
Новаторський підхід Юрія Миколайовича до розуміння змісту та призначення загальнотеоретичної юриспруденції став підвалиною однойменного навчального курсу (2011 р.) та двох колективних монографій: «Актуальні грані загальнотеоретичної юриспруденції» (2012 р.) та «Креативність загальнотеоретичної юриспруденції [Архівовано 3 лютого 2017 у Wayback Machine.]» (2015 р.).

## Науково-педагогічна діяльність
З 1998 р. і дотепер очолює кафедру загальнотеоретичної юриспруденції (до 2016 року — кафедру теорії держави і права) Національного університету «Одеська юридична академія»; член вченої ради Національного університету «Одеська юридична академія», голова спеціалізованої вченої ради із захисту кандидатських і докторських дисертацій Д 41.086.04 (для спеціальностей 12.00.04; 12.00.11; 12.00.12).
Член редакційних колегій збірників «Актуальні проблеми держави і права» та "Наукові праці Національного університету «Одеська юридична академія» та наукових журналів «Право України», «Вісник Південного регіонального центру Національної академії правових наук України», «Філософія права і загальна теорія права», «Наукові записки Міжнародного гуманітарного університету», «Європейські студії і право», «Митна справа», «Часопис цивілістики», «Юридичний вісник».
З 2005 по 2010 р. працював на посаді проректора з наукової роботи Національного університету «Одеська юридична академія».
У 2010 р. Юрія Миколайовича Оборотова обрано членом-кореспондентом Національної академії правових наук України. Член Південного регіонального центру НАПрН України.
Під науковим керівництвом професора Ю. М. Оборотова було захищено понад 28 кандидатських і 6 докторських дисертації.
Лекція:http://www.youtube.com/watch?v=ZDbHlVMZKk4 [Архівовано 8 червня 2014 у Wayback Machine.]